# Otto zu Brandis
Otto zu Brandis (* 3. Dezember 1848 in Innsbruck; † 8. August 1929 in Lana) war ein österreich-ungarischer Diplomat.

## Leben
Otto zu Brandis trat 1871 in den auswärtigen Dienst. 1891 löste er Alfred Schwarz von Morenstern als Gesandtschaftsrat beim Heiligen Stuhl ab und wurde seinerseits 1899 von Adalbert Ambró von Adamócz als Gesandtschaftsrat dort abgelöst. Von 28. April 1902 bis 10. September 1905 war er Botschafter in Stockholm. Von 10. September 1905 bis 30. Dezember 1907 war er Botschafter in Den Haag.